# Обійми

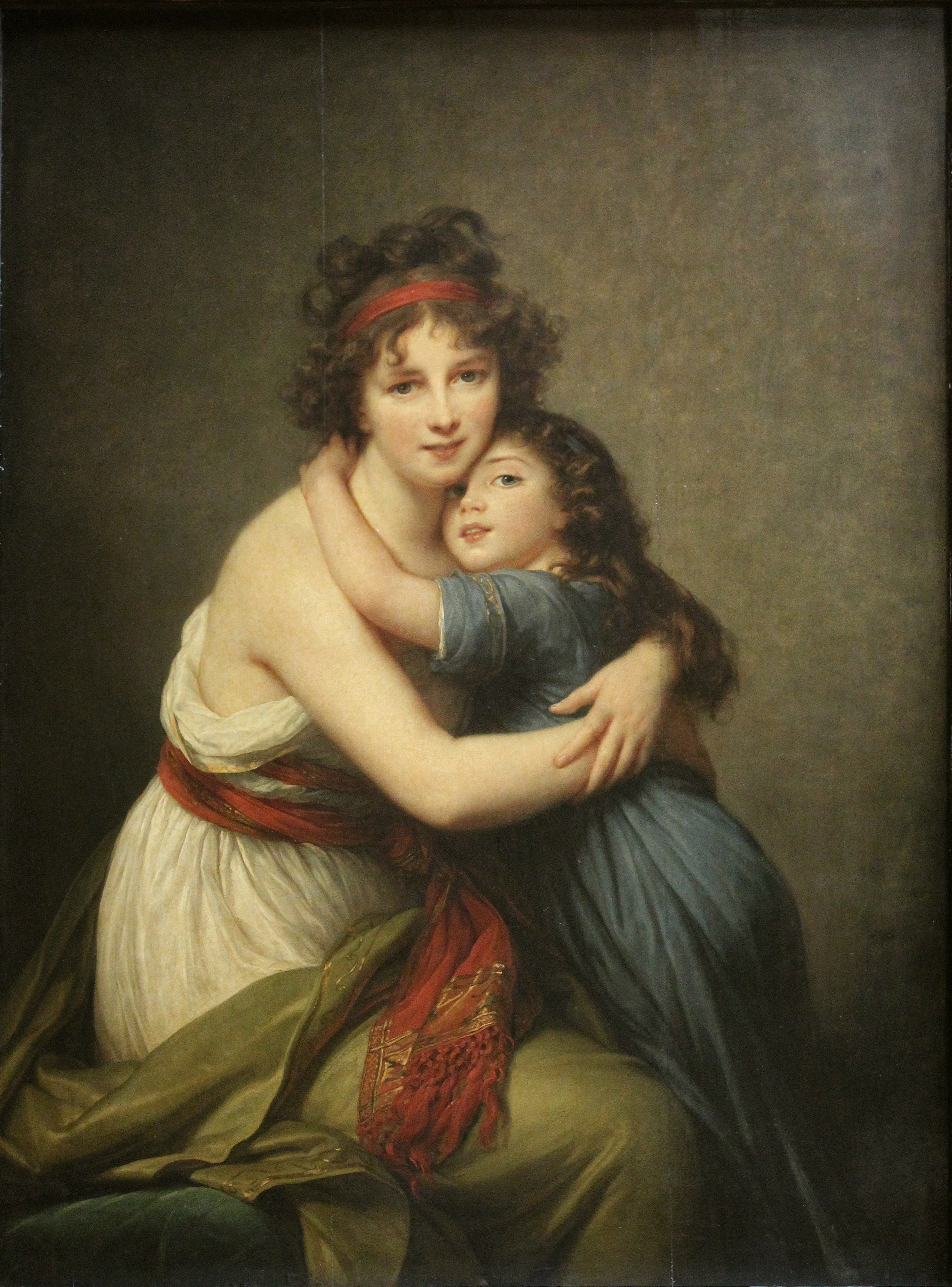
Елізабет Віже-Лебрен «Мадам Віже-Лебрен та її донька». 1789. Полотно, олія. Лувр, Париж

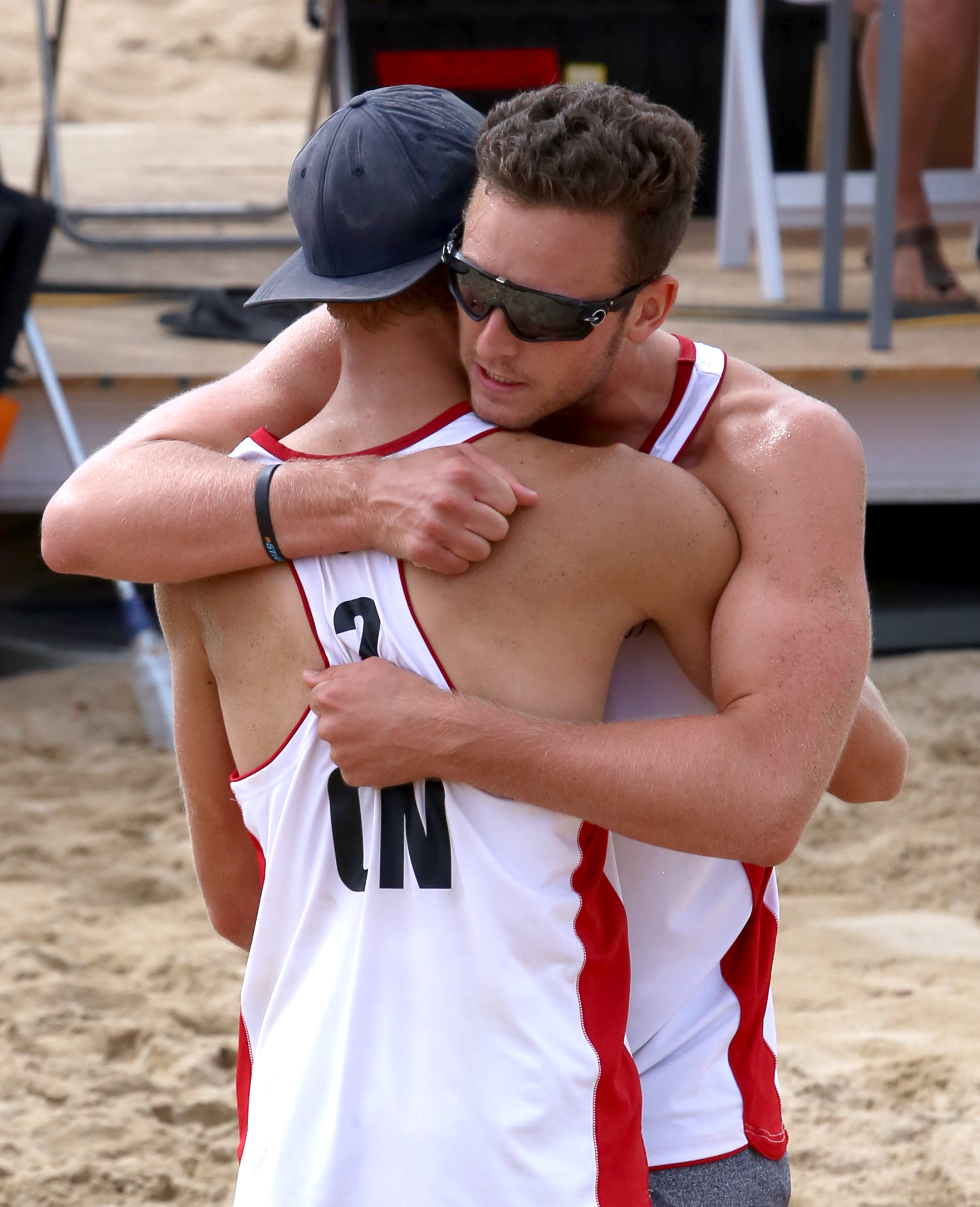
Обійми після матчу з волейболу

Обі́йми — форма фізичної близькості, універсальна в людських спільнотах, в яких двоє або більше людей обвивають свої руки або ноги навколо шиї або тулуба один одного і міцно тримають один одного. Якщо в обіймах бере участь більше двох осіб, вони називаються груповими обіймами.

## Характеристика
Обійми, іноді в асоціації з поцілунком, є однією з форм невербальної комунікації. Залежно від культури, зв'язків і відносин, обійми можуть означати знайомство, любов, прихильність, дружбу, братерство або співчуття, а також підтримку, розраду і співпереживання, особливо там, де слів недостатньо. Обійми зазвичай демонструють любов і душевне тепло, які іноді виникають від радості або щастя возз'єднання чи зустрічі після довгої розлуки. Невзаємні обійми можуть вказувати на проблеми в стосунках. Тривалість обіймів обумовлена соціально і культурно.
На відміну від деяких інших видів фізичного контакту, обійми можуть бути здійснені публічно і приватно без стигми в багатьох країнах, релігіях і культурах, в сім'ях, а також за віковим і гендерним принципом, але, як правило, обійми — показник того, що люди знайомі один з одним.
Несподівані обійми можуть бути сприйняті як вторгнення людини в особистий простір, але їх взаємність — показник того, що це вітається. Деякі західні культурні дослідники радять уникати обіймів на роботі, щоб запобігти неприємним моментам, особливо з людьми, які не люблять обніматися.
Дитина може обіймати також ляльки або м'які іграшки. Маленькі діти обіймають своїх батьків, коли вони відчувають загрозу від незнайомої людини, хоча це можна і не розглядати як обійми, тому що така поведінка демонструє потребу захисту, а не любові.

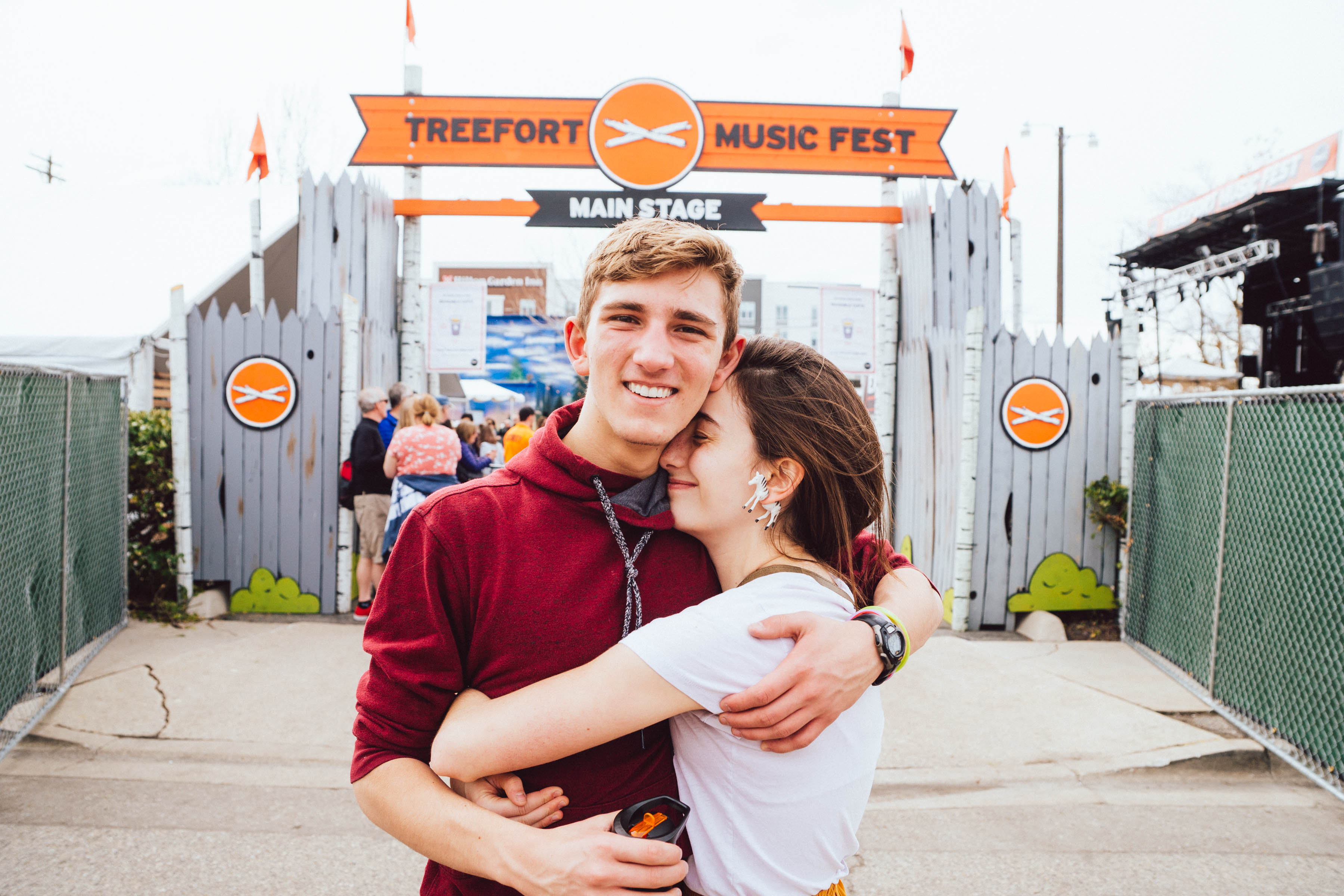
Обійми після концерту

## Культурні аспекти
Рідше обійми стають частиною ритуалу ініціації в тих чи інших соціальних групах. У деяких культурах, таких як Франція, Іспанія і Латинська Америка, для друзів чоловічої статі обійми і плескання по спині є радісним привітанням. Подібні обійми, як правило, супроводжуються поцілунком в щоку. Це звична поведінка для західних жінок при зустрічі і прощанні. У Португалії та Бразилії, фраза Обіймаю є ввічливою формою закінчення листа в чоловічому листуванні. У римо-католицькому обряді святої меси обійми можуть замінювати поцілунок або рукостискання при примиренні.
У травні 2009 року Нью-Йорк Таймс повідомила, що «обійми стали улюбленим соціальним привітанням підлітків сьогоднішніх США». У ряді шкіл у США були видані заборони на обійми, які в деяких випадках вилилися в студентські протести проти цих заборон.
Канадське журналістське дослідження в 2015 році зауважило популярність чоловічих дружніх обіймів серед молодих франкомовних дорослих у Квебеку.
Під час Рамадану обіймати близьку людину без сексуальних позивів у світлий час доби — халяль, обійми з сексуальним підтекстом — харам.
У південному індійському штаті Керала шістнадцятирічного хлопчика виключили зі школи за обійми з дівчиною після того, як вона отримала приз на конкурсі мистецтв. Коли державна комісія з захисту прав дитини в штаті Керала наказала школі повторно записати хлопчика, це було оскаржено у Високому суді. Суд скасував наказ Комісії та підтримав наказ директора школи про виключення учня, сказавши: «Директор школи є опікуном закладу, наділеним повноваженнями вживати заходів, необхідних для підтримання дисципліни та моралі в школі. Комісія з прав дитини не може там втручатися».

## Користь для здоров'я
Була доведена користь обіймів для здоров'я. Одне дослідження показало, що обійми підвищують рівень окситоцину і знижують рівень артеріального тиску.
На підставі значних досліджень, які вказують на те, що обійми, що тривають 20 секунд і більше, вивільняють окситоцин. Лео Бускалья закликає людей обійматися 21 день поспіль і щодня обійматися не менше 21 секунди. Він рекомендує «загубитися в обіймах», заохочувати людей сповільнювати рух і «використовувати силу обіймів, щоб бути повністю присутніми в даний момент».

## Групові обійми

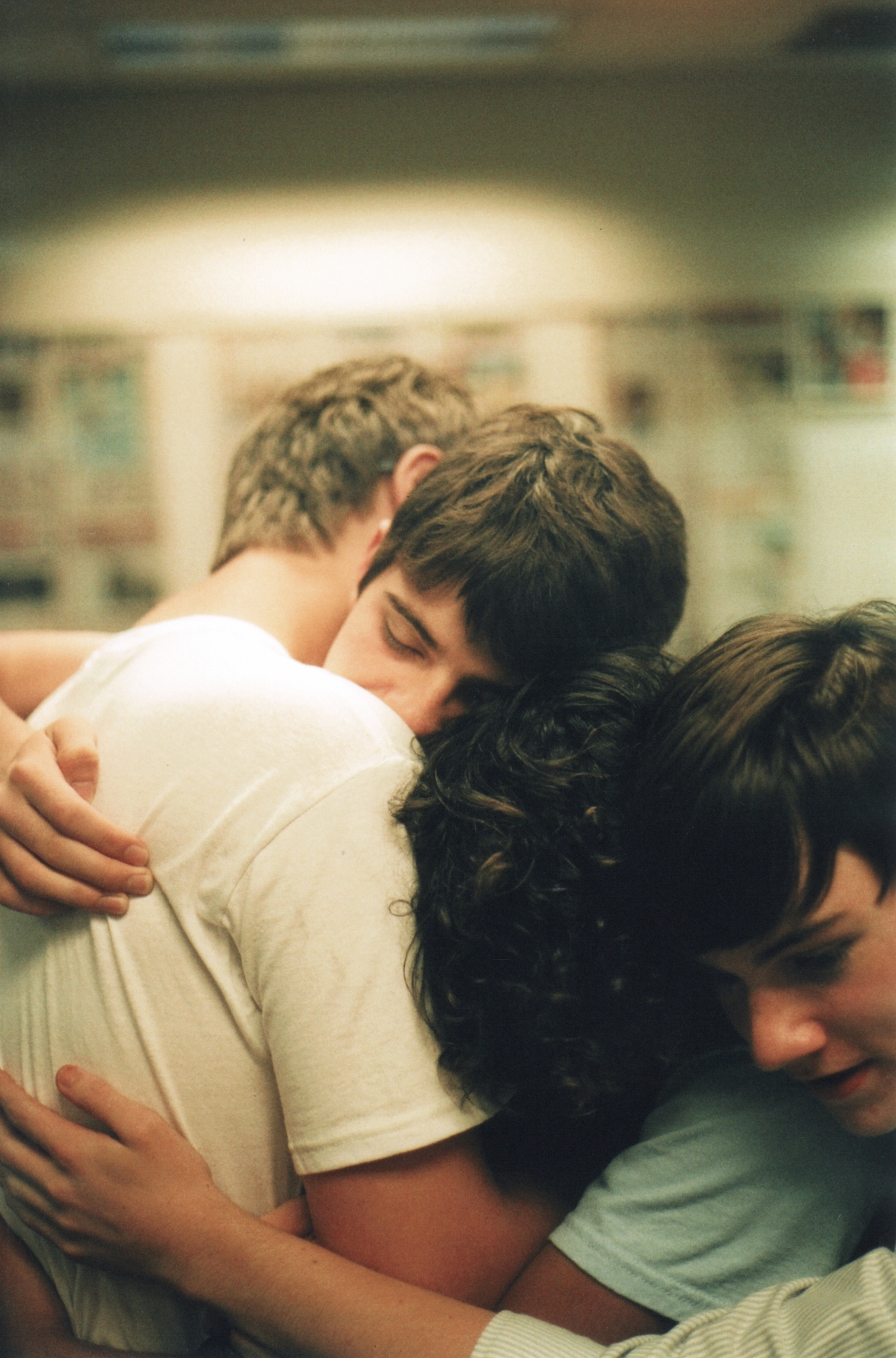
Групові обійми молодих хлопців як жест міцної дружби

Групові обійми — корисний інструмент в груповій терапії для закріплення почуття згуртованості учасників після сесії, хоча це може викликати дискомфорт у членів групи, які соромляться фізичного контакту.

## Міцні обійми

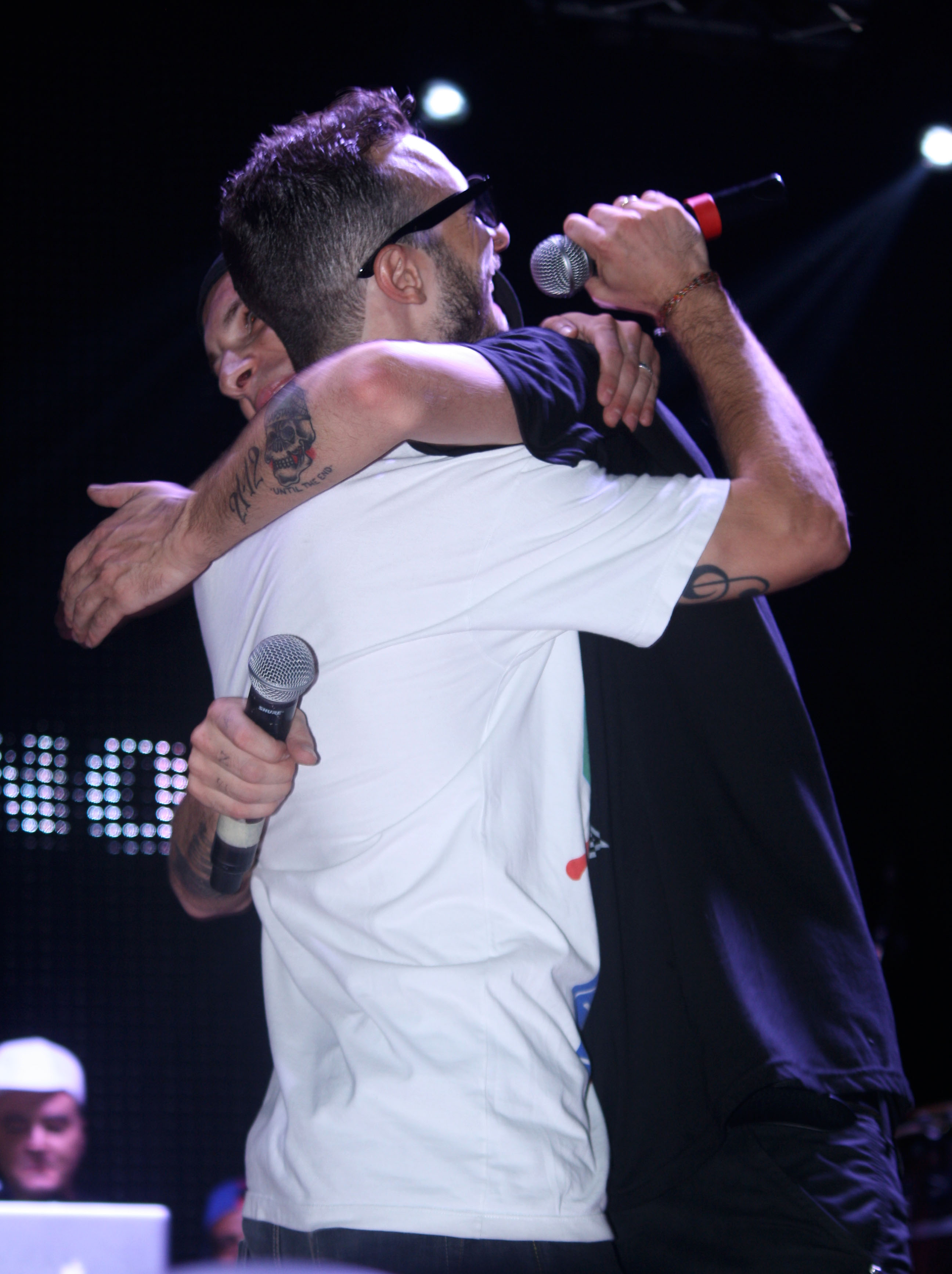
Обійми на концерті

Міцні обійми — це пов'язана форма фізичної близькости, при якій двоє людей тривалий час тримають одне одного, обнявши руки один одного навколо тіла іншого. Обійматися можна з членами сім'ї, друзями або коханими. Подібно до обіймів, міцні обійми — це більш ласкаві та близькі обійми, які зазвичай робляться протягом більш тривалого періоду часу (зазвичай триває від декількох хвилин до декількох годин). На відміну від обіймів, які часто можуть бути невербальними привітаннями або традицією розставання, міцні обійми, як правило, розподіляються між двома людьми, які лежать разом або сидять. Подібно до обіймів, обійми змушують тіло виділяти окситоцин, який має різноманітні ефекти.